# Kàndanos

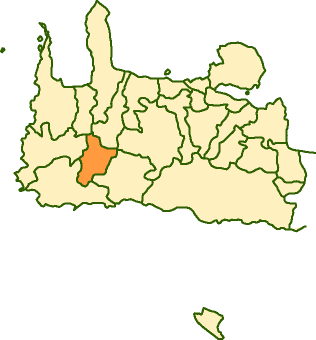
El municipi de Kàndanos a la prefectura de Khanià

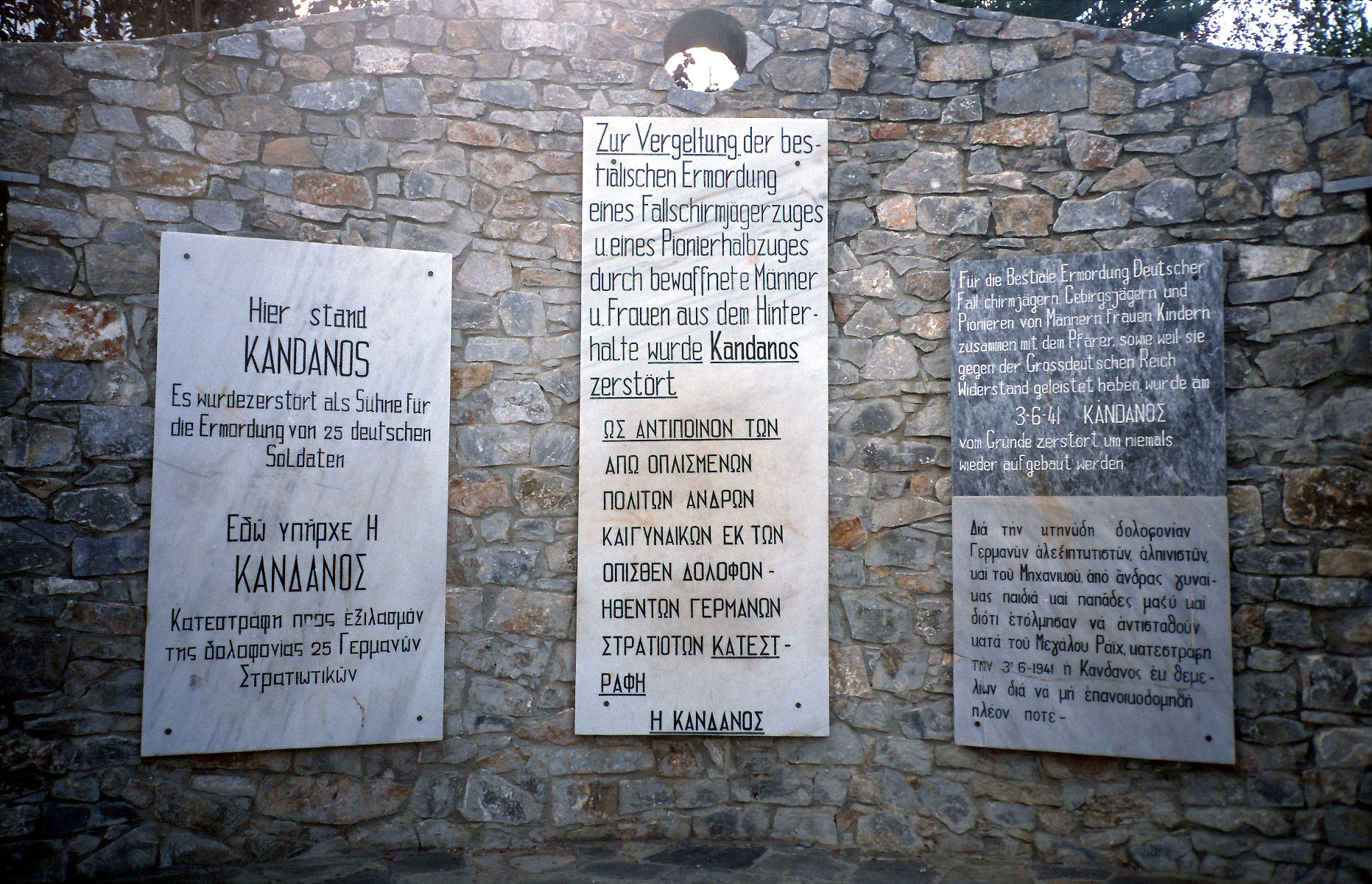
Les inscripcions en grec i en alemany a la plaça del poble: Aquí era Kàndanos, destruïda com a càstig per la mort de vint-i-cinc soldats alemanys, que mai més no serà reconstruïda.

Kàndanos (grec Κάντανος, AFI ['kandanos]) és un poble a l'interior de l'illa grega de Creta, a la prefectura de Khanià.
Era capital de la província històrica de Sélino. Actualment forma part de l'actual municipi de Kàndanos-Sélino.
El poble va ser destruït pels alemanys el juny de 1941 com a represàlia per la resistència durant la batalla de Creta, on van morir 25 soldats alemanys.
Actualment Kándanos és una petita població amb uns 1000 habitants.
La zona és principalment agrícola i ramadera. El principal producte és l'oli d'oliva.